# خلية جنسية
الخلية الجنسية أو خلية جرثومية هي أي خلية بيولوجية تؤدي إلى ظهور جاميتات (أمشاج) كائن حي يتكاثر جنسيًا. تنشأ الخلايا الجنسية من الشريط البدائي لدى معظم الحيوانات وتهاجر عبر أمعاء الجنين إلى الغدد التناسلية النامية. هناك، تخضع للانقسام المنصف يليه التمايز الخلوي لتتحول إلى جاميتات ناضجة، تشكل إما بويضات أو حيوانات منوية. على عكس الحيوانات، لا تحتوي النباتات على خلايا جنسية محددة في فترة النمو الأولية. بدلًا من ذلك، يمكن أن تنشأ الخلايا الجنسية من الخلايا الجسدية للنباتات الناضجة، مثل البارض (النسيج الإنشائي) لكاسيات البذور.

## مقدمة
تتكون الكائنات حقيقية النوى متعددة الخلايا من نوعين أساسيين من الخلايا. تنتج الخلايا الجنسية الجاميتات، وهي الخلايا الوحيدة التي يمكنها أن تخضع للانقسام المنصف بالإضافة إلى الانقسام المتساوي. يقال أحيانًا إن هذه الخلايا خالدة لأنها صلة الوصل بين الأجيال. الخلايا الجسدية هي جميع الخلايا الأخرى التي تشكل الدعامات الأساسية للجسم ولا تنقسم إلا عبر الانقسام المتساوي. يُطلق على سلالة الخلايا الجنسية اسم الخط الجنسي. يبدأ تخصص الخلايا الجنسية في أثناء الانقسام لدى العديد من الحيوانات أو في الأديم الخارجي أثناء تكون المعيدة لدى الطيور والثدييات. بعد عملية النقل، التي تتضمن حركات منفعلة وهجرة فعالة، تصل الخلايا الجنسية إلى الغدد التناسلية النامية. يبدأ التمايز الجنسي عند البشر بعد نحو 6 أسابيع من حدوث الحمل. تكون النواتج النهائية لدورة حياة الخلية الجنسية إما البويضة أو الحيوان المنوي.
تحت ظروف خاصة في المختبر، قد تكتسب الخلايا الجنسية خصائص مشابهة لتلك الموجودة في الخلايا الجذعية الجنينية. ما تزال الآلية الأساسية لهذا التغيير غير معروفة. تسمى هذه الخلايا المتغيرة الخلايا الجنسية الجنينية. كلا النوعين من الخلايا متعدد القدرات في المختبر، ولكن، تبين أن الخلايا الجذعية الجنينية فقط متعددة القدرات في الجسم الحي. أثبتت الدراسات الحديثة أنه من الممكن إنتاج خلايا جنسية بدائية من الخلايا الجذعية الجنينية.

## الهجرة
تنقسم الخلايا الجنسية البدئية، وهي الخلايا الجنسية التي ما يزال يتعين عليها الوصول إلى الغدد التناسلية (المعروفة أيضًا باسم الخلايا الجنسية السليفة أو الخلايا الإنتاشية)، بشكل متكرر في أثناء طريق هجرتها عبر الأمعاء وإلى الغدد التناسلية النامية.

### اللافقاريات
في النموذج الحي من الدروسوفيلا (ذبابة الفاكهة)، تنتقل الخلايا القطبية بشكل منفعل من النهاية الخلفية للجنين إلى المعي المتوسط الخلفي بعد انطواء أديم الأريمة. بعد ذلك، تنتقل بشكل فعال عبر القناة الهضمية إلى الأديم المتوسط. تتمايز خلايا الأديم الباطن وتحفز بالتعاون مع بروتينات ونين الهجرة عبر القناة الهضمية. تعتبر بروتينات ونين طاردات كيميائية تقود الخلايا الجنسية بعيدًا عن الأديم الباطن ونحو الأديم المتوسط. بعد الانقسام إلى مجموعتين، تستمر الخلايا الجنسية في الهجرة أفقيًا وبالتوازي حتى تصل إلى الغدد التناسلية. تحفز بروتينات كولومبوس، وهي جاذبات كيميائية، الهجرة في الأديم المتوسط للغدد التناسلية.

### الفقاريات
في بويضة القيطم، تُشاهد محددات الخلايا الجنسية في معظم القسيمات الأريمية الإنتاشية. تصل هذه الخلايا الجنسية السليفة المفترضة إلى الأديم الباطن للتجويف الأريمي عبر تكون المعيدة. تصبح خلايا جنسية عند اكتمال عملية تكون المعيدة. بعد ذلك، تحدث الهجرة من المعي الخلفي على طول القناة الهضمية وعبر المسراق الظهري. تنقسم الخلايا الجنسية إلى مجموعتين وتتحرك إلى أطراف الغدد التناسلية المزدوجة. تبدأ الهجرة بـ3-4 خلايا تخضع لثلاث دورات من الانقسام الخلوي بحيث تصل نحو 30 خلية جنسية سليفة إلى الغدد التناسلية. يلعب اتجاه الخلايا الأساسية وجزيئاتها المفرزة مثل الفيبرونيكتين دورًا مهمًا في مسار هجرة الخلايا الجنسية.

## تكوين الجاميتات
يختلف تكوين الجاميتات، وهو تطور الخلايا الجنسية ثنائية الصيغة الصبغية إلى بويضات أو حيوانات منوية أحادية الصيغة الصبغية (تكون البويضات وتكون الحيوانات المنوية) بحسب النوع ولكن المراحل العامة متشابهة. تشترك عمليتا تكون البويضات وتكون الحيوانات المنوية في العديد من السمات، فكلاهما يشمل:
- الانقسام المنصف
- تمايز مورفولوجي تام
- عدم القدرة على البقاء على قيد الحياة لفترة طويلة إذا لم يحدث الإخصاب

رغم تشابه العمليتين، توجد اختلافات كبرى فيما بينها:
- يشمل تكون الحيوانات المنوية انقسامات منصفة متكافئة تؤدي إلى تشكل أربع طلائع منوية متماثلة بينما يكون الانقسام المنصف للبويضات غير متماثل: تتشكل بويضة واحدة فقط مع جسم قطبي أول وثانٍ.
- اختلاف توقيت النضج: يتوقف الانقسام المنصف للبويضات في مرحلة واحدة أو أكثر (لفترة طويلة) ثم يستأنف، بينما يكون الانقسام المنصف للحيوانات المنوية سريعًا وغير متقطع.

## الأمراض
ورم الخلايا الجنسية هو سرطان نادر يمكن أن يصيب الأفراد من جميع الأعمار. اعتبارًا من عام 2018، شكلت أورام الخلايا الجنسية نسبة 3% من جميع أنواع السرطان لدى الأطفال والمراهقين الذين تتراوح أعمارهم بين 0-19 عامًا.
توجد أورام الخلايا الجنسية عمومًا في الغدد التناسلية ولكنها قد تظهر أيضًا في البطن أو الحوض أو المنصف أو الدماغ. قد لا تصل الخلايا الجنسية المهاجرة إلى الغدد التناسلية إلى وجهتها المقصودة ويمكن أن ينمو الورم أينما انتهى به المطاف، لكن السبب الدقيق ما يزال غير معروف. قد تكون هذه الأورام حميدة أو خبيثة.
في نموذج الفأر، بعد الوصول إلى الغدد التناسلية، قد تنتج الخلايا الجنسية البدئية التي لا تتمايز بشكل صحيح أورام الخلايا الجنسية في المبيض أو الخصية.